# Charles L. Grant
Charles L. Grant, all'anagrafe Charles Lewis Grant (Newark, 12 settembre 1942 – 15 settembre 2006), è stato uno scrittore statunitense.
Durante la sua carriera ha usato gli pseudonimi: Geoffrey Marsh, Lionel Fenn, Simon Lake, Felicia Andrews, e Deborah Lewis.

## Biografia
Nel 1964 si diploma al Trinity College, nel Connecticut, specializzandosi in storia e lingua inglese. Dal 1968 al 1970 presta servizio militare, e partecipa anche alla Guerra del Vietnam.
Dal 1975 diventa scrittore a tempo pieno. Inizia una carriera letteraria che gli varrà diversi premi e riconoscimenti, fra cui due volte il Premio Nebula.
Fino alla morte, ha abitato nella Sussex County (New Jersey), con la moglie (la scrittrice Kathryn Ptacek), in una villa vittoriana considerata "maledetta" dalla gente del luogo.

## Opere (parziale)

### SerieOxrun Station
La serie si compone di dieci titoli, ma solamente due sono usciti in Italia.
- I morti di Oxrun Station [The Hour of the Oxrun Dead], 1977.
- Oltre la morte [The Soft Whisper of the Dead], 1982.

### Serie X-Files
- X-Files - Spiriti del male [Goblins], Fanucci, 1994, ISBN 9788834705414.
- X-Files - Vortice [Whirlwind], Fanucci, 1995, ISBN 9788834705407.

### Altri romanzi
- La carezza della paura [The Pet], Sperling & Kupfer, 1986, ISBN 8878242292.
- Per paura della notte [For Fear of the Night], 1987.